# Купича (Фрозиноне)
Купича је насеље у Италији у округу Фрозиноне, региону Лацио.
Према процени из 2011. у насељу је живело 189 становника. Насеље се налази на надморској висини од 239 м.